# Riton
Riton, pseudonimo di Henry Smithson (Newcastle upon Tyne, 13 settembre 1978), è un disc jockey e produttore discografico britannico.

## Biografia
Henry Smithson è cresciuto a Manchester  e ha studiato all'Università di Newcastle upon Tyne. Dopo la laurea, ha fondato la sua etichetta, Switch Recordings, e ha iniziato a fare il DJ al nightclub Shindig, dove è stato finalmente scoperto da Mark Rae e dove ha firmato con l'etichetta indipendente Grand Central Records. Ha anche lavorato alla Fat City Records di Manchester. Il suo nome d'arte è basato sul diminutivo francese del suo nome "Henri".
Ha debuttato con il campionatore Central Heating 2 di Grand Central e ha pubblicato il suo album di debutto Beats du Jour nel 2001, principalmente strumentale. Nel 2004 è stato pubblicato il suo secondo album Homies and Homos. L'album includeva una cover del classico dei Cure Killing an Arab. Nel 2008 ha iniziato a integrare musicalmente il krautrock nel suo lavoro sotto il nome di Eine Kleine Nacht Musik.
Negli anni successivi è apparso principalmente come remixer e ha realizzato diverse versioni per Scissor Sisters, Human League, Soulwax e, soprattutto, M.I.A. e Chromeo. Nel 2010 ha fondato il progetto di breve durata Carte Blanche con DJ Mehdi, che ha pubblicato due EP su Ed Banger, che erano tra i dischi più venduti. Tuttavia, il suo partner è morto nel 2011 in circostanze tragiche a Parigi. Di conseguenza, la sua carriera musicale si è interrotta fino al 2013, quando è tornato con l'EP di quattro tracce Lost My Mind. Nel 2014 è seguito Bad Guy Riri. Nello stesso anno è stato in tour con Mark Ronson.
Nel 2015 è seguito l'album 2007 del progetto Die Verboten insieme a David e Stephen Dewele e Fergus "Fergadelic" Purcell. L'album, suggerisce il titolo, è stato registrato nel 2007 ed è stato fortemente influenzato dai Kraftwerk.
Nel 2016 è uscito il suo brano Rinse & Repeat in collaborazione con il cantante Kah-Lo. Il titolo è stato nominato per la migliore registrazione dance ai Grammy Awards 2017. Ha raggiunto il numero 13 nelle classifiche musicali britanniche. Con Kah-Lo ha pubblicato i due album in collaborazione Fake I.D. (2017) e Foreign Ororo (2018).
Nel 2019 il singolo Turn Me On è stato pubblicato insieme a Oliver Heldens e Vula, che ha raggiunto il numero 12 e ha raggiunto le classifiche anche in Germania.

## Discografia

### Album
- 2001: Beats du Jour (Grand Central Records)
- 2004: Homies and Homos (Grand Central Records)

### Album in collaborazione
- 2017: Fake I. D. (con Kah-Lo, Riton Time)
- 2018: Foreign Ororo (con Kah-Lo, Riton Time)

### EPs
- 2001:  Habib E. P. (Grand Central Records)
- 2011: Ritontime (Dim Mak Records)
- 2014: Bad Guy Riri (EP, Ed Banger Records)
- 2014: Inside My Head (con Meleka, RitonTime)
- 2015: Need Your Love (con Jagga; Owsla, Love & Other)

### Singoli
- 1999: One to Ten (Switch Recordings)
- 2001: Take Control (Grand Central Records)
- 2001: Hungry Ghost (Grand Central Records)
- 2002: Let Me Be Mine (Grand Central Records)
- 2003: Cast of Thousands (Grand Central Records)
- 2004: By My Side (Extended Mix) feat. Watine (Parisonic Records)
- 2004: Killing an Arab (Grand Central Records)
- 2004: Square Eyes (Grand Central Records)
- 2005: Candy (Grand Central Records)
- 2006: Squauqe Eyes / Angerman (Linxfarren)
- 2007: Hammer of Thor (Souvenir)
- 2007: Dexy Brokeback (Eigenproduktion)
- 2013: Lost My Mind (Ed Banger Records)
- 2014: I Am the Whisper (Nest)
- 2015: Rinse & Repeat (con Kah-Lo, RitonTime)
- 2016: Betta Riddim (con Kah-Lo, RitonTime)
- 2017: Money (con Kah-Lo, Mr Eazi & Davido, Ministry of Sound)
- 2018: Ginger (con Kah-Lo, Universal Music)

### Singoli in collaborazione
- 2005: Monsteer/Young Girl (insieme a Lindstrom, Battle)
- 2005: Closer / Walk on Water (insieme a Howdi, Get Physical Music)
- 2006: Vejer E. P. (insieme a Heidi, Get Physical Music)
- 2006: Part 2 (Remix) (insieme a Lindstrom, Battle)
- 2007: We Love … Ibiza E. P. (insieme a Serge Santiágo, We Love Music)
- 2009: Radiates (insieme a Primary 1, Atlantic)
- 2009: Who’s There? (insieme a Primary 1, Phantasy Sound)
- 2017: Deeper (insieme a MNEK & House Gospel Choir, Ministry of Sound)
- 2019: Turn Me On (insieme a Oliver Heldens con Vula, Ministry of Sound)
- 2020: Don’t Talk to Me (N.F.I con Riton, Subside Records)
- 2021: Friday (con i Nightcrawlers feat. Mufasa & Hypeman, Ministry of Sound)

### Come Eine Kleine Nacht Musik
- 2008: Eine Kleine Nacht Musik (Album, Modular Recordings)
- 2008: La Serenissima / Phantasie (Single, Modular Recordings)
- 2008: Feuerprobe (Single, Modular Recordings)

### Come Carte Blanche
- 2010:  House Party Mix (Mixtape, Ed Banger Records)
- 2010:  Black Billionaires EP (Ed Banger Records)
- 2010:  Black Billionaires – The Remixes (Ed Banger Records)
- 2011:  White Man on the Moon (EP, Ed Banger Records)
- 2011:  With You (Single, Ed Banger Records)
- 2011:  House Party 2: The Pyjama Jam (Ed Banger Records)

### Con Die Verboten
- 2009  Live in Eivissa (LP, The Vinyl Factory)
- 2015  2007 (Album, Deewee)

### Ulteriori pubblicazioni
- 2009  Computer Juice (12’’, con Paul Dolby con Computer Juice)
- 2012  One Night Stand (Single, con Cédric Steffens con Symphony Hall, Marble)
- 2019  Mr. Todd Terry (Single, insieme a Ben Rymer con Gucci Soundsystem, Ministry of Sound)